# Oleksandr Wajsman
Oleksandr Naumowytsch Wajsman (ukrainisch Олександр Наумович Вайсман, auch unter Alexander Vaisman bekannt; * 4. Juni 1938 in Charkow; † 5. Mai 2019 ebenda) war ein ukrainischer Schachspieler. Er war Europameister im Fernschach.

## Nahschach
Mehrfach nahm Wajsman an der Meisterschaft der Ukraine teil, erstmals 1958. 1975 gewann er diesen Wettbewerb in Dnepropetrowsk. 1964 wurde ihm der Titel Meister des Sports der UdSSR verliehen. Seit 2011 trug er den Titel FIDE Senior Trainer.

## Fernschach
Mit dem Fernschach begann er Mitte der 1960er-Jahre. Er gewann ein Großturnier der Europa-Meisterklasse und qualifizierte sich so für die Teilnahme an der 9. Europameisterschaft. Hier siegte er punktgleich mit dem Rumänen Aurel Anton mit 11,5 Punkten aus 14. Da auch die Feinwertung nach Sonneborn-Berger Gleichstand ergab, wurden beide Europameister. 1975 wurde ihm für seine Erfolge vom ICCF der Titel Internationaler Meister des Fernschachs verliehen. Im Finale der 9. Weltmeisterschaft belegte er 1977 einen Platz im Mittelfeld.

## Privat
Wajsman war von Beruf Elektroingenieur. Er arbeitete als Schachtrainer und hatte zwei Kinder. Wajsman starb 81-jährig in Charkiw.